# Stephan Lacant
Stephan Lacant (Essen, 9 de setembre 1972) és un director de cinema i guionista alemany.

## Vida
Després de graduar-se a l'institut, Lacant va estudiar teatre, cinema i televisió a Bochum i Colònia abans de traslladar-se als EUA. Allí es va establir a Nova York i durant uns anys va estudiar direcció al Conservatori d'Actuació Stella Adler i a l'Acadèmia de Cinema. El 1996 hi va escriure i filmar el seu primer guió per al curtmetratge Little India. En els anys següents, va crear diversos curtmetratges i documentals que es van veure en diversos festivals internacionals en la seva tasca com a autor i director. El 2013 va celebrar el seu debut al llargmetratge en alemany amb Freier Fall (Caiguda lliure).

## Premis
- 2017: Festival de Cinema de Biberach - Biber d'Or per Fremde Tochter[3]
- Festival de Cinema Undergroun de Torí - Millor pel·lícula per Fremde Tochter

## Filmografia
- 2006: Fireflies
- 2013: Freier Fall
- 2016: Der Kriminalist (sèrie de televisió, 2 episodis)
- 2017: Toter Winkel (Fernsehfilm)
- 2017: Fremde Tochter
- 2018: Für meine Tochter
- 2019: Zielfahnder – Blutiger Tango
- 2020: Tatort: Die Zeit ist gekommen